# Исетов, Арман Аскарович
Арман Аскарович Исетов (каз. Арман Асқарұлы Исетов; род. 17 декабря 1975, Кустанайская область, Казахская ССР) — казахстанский дипломат. Чрезвычайный и Полномочный Посол Республики Казахстан в Таиланде (2022—2025).

## Биография
В 1998 году окончил Казахский государственный национальный университет имени аль-Фараби.
1998—2004 годы — референт договорно-правового управления, заместитель директора международно-правового департамента Министерства иностранных дел Республики Казахстан (МИД РК).
2004—2012 годы — сотрудник постоянного представительства Казахстана при Организации Объединённых Наций в Нью-Йорке.
2012—2018 годы — директор международно-правового департамента МИД РК.
2018—2022 годы — первый заместитель постоянного представителя Казахстана при ООН в Нью-Йорке.
С апреля 2022 года по 5 июля 2025 года — Чрезвычайный и полномочный посол Республики Казахстан в Королевстве Таиланд.
С 5 июля 2025 года — заместитель министра иностранных дел Казахстана.